# Estadi Rei Balduí
L'estadi Rei Balduí (Stade Roi Bauduin en francès, Koning Boudewijnstadion en neerlandès) és un estadi poliesportiu del districte de Heysel, a Brussel·les. És la seu de la selecció de futbol de Bèlgica.

## Estadi de Heysel
Va ser inaugurat el 23 d'agost de 1930 com a Stade du Jubilé o Jubelstadion (estadi del Jubileu), davant la presència del Príncep Leopold, en commemoració dels cent anys de la història de Bèlgica. Va ser construït en vistes a la celebració de la Fira Mundial de 1935. Tenia una capacitat de 70.000 espectadors. Posteriorment se li afegí una pista de fusta per a curses ciclistes al voltant del terreny de joc.
Després de la Segona Guerra Mundial, se li va començar a anomenar estadi de Heysel. Va acollir les finals de la Copa d'Europa de futbol el 1958, 1966, 1974 i 1985; i les finals de la Recopa d'Europa de futbol el 1964, 1976 i 1980. La major assistència a un partit europeu va ser el 1958, quan hi van assistir més de 66.000 espectadors.

## La tragèdia de Heysel
El 29 de maig de 1985, durant la final de la Copa d'Europa entre el Liverpool Football Club i el Juventus Football Club, va donar lloc a una de les pitjors tragèdies del món del futbol.
S'enfrontaven dos dels millors equips d'Europa: el Liverpool havia guanyat quatre de les darreres edicions de la competició i la Juve havia guanyat la darrera Recopa d'Europa de futbol i tenia a l'equip molts dels jugadors que havien guanyat el Mundial de 1982 i el millor jugador del moment a Europa, Michel Platini.
Una hora abans de l'inici de la final, una part de la graderia, amb hooligans anglesos, van començar a llançar objectes contra la graderia annexa, amb aficionats del Juventus FC. Els seguidors italians van voler escapar de l'esllavissada causada, arracanonant-se i quedant atrapats entre un mur i les tanques que hi havia al voltant del terreny de joc.
Part dels 60.000 espectadors que hi havia a l'estadi, van saltar al camp armats amb pals i d'altres objectes contra l'afició rival, mentre que les forces de seguretat se centraven a aïllar les diferents graderies per a contenir les aficions, sense actuar per salvar els aficionats italians atrapats.
La situació es va allargar molts minuts, mentre arribaven operaris per obrir les tanques que asfixiaven els seguidors torinesos. El nombre de personal sanitari era insuficient davant aquesta situació, i molts del ferits van haver de rebre els primers auxilis per part d'altres aficionats al terreny de joc.
Al final les ambulàncies belgues van entrar a la gespa de l'estadi, evacuant els centenars de ferits, sense poder evitar la mort de 39 d'ells. La majoria per asfíxia i aixafament. Molts dels cadàvers van dipositar-se a un terreny annex a l'estadi, sent visibles per part dels espectadors.
Malgrat tot, el partit es va disputar, essent l'últim partit de futbol que es disputà al vell estadi de Heysel.

## Estadi Rei Balduí
Deu anys després del desastre, les graderies es van tornar a construir, i es rebatejà l'estadi com Koning Boudewijnstadion / Stade Roi Baudouin (estadi Rei Balduí) en honor del Rei de Bèlgica.
Es va tornar a inaugurar el 23 d'agost de 1995, essent l'estadi que organitza els partit de la selecció belga. Va acollir l'Eurocopa 2000.